# FBK Kaunas
FBK Kaunas (Kauno futbolo beisbolo klubas) var en litauisk idrottklubb i Kaunas. De var verksamma inom fotboll och baseboll.

## Historia
Klubben grundades år 1960 under namnet Banga Kaunas, då med verksamhet endast i fotboll. År 1993 utökades verksamheten med baseboll och klubben bytte då namn till Kauno futbolo beisbolo klubas.

## Fotboll
FBK Kaunas representationslag i fotboll blev ett av topplagen i den litauiska ligan, A Lyga. Klubben spelar i den tredje division LFF II lyga  nuförtiden. Klubben är åttafaldig litauisk mästare (1999–2004, 2006–2007) och var tidigare det mest framgångsrika litauiska klubblaget i landets självständiga historia. Klubben har vunnit cupen tre gånger (2002, 2004, 2005). Under Sovjettiden vann klubben den litauiska regionalserien två gånger (1986 ja 1989) samt cupen en gång (1989).

## Placering tidigare säsonger
| Säsong    | Nivå | Liga          | Placering | Referens | Kommentar                  |
| --------- | ---- | ------------- | --------- | -------- | -------------------------- |
| 1993/1994 | 1    | Lietuvos lyga | 5         | [ 1 ]    | Namn FBK Kaunas            |
| 1994/1995 | 1    | I lyga        | 6         | [ 2 ]    |                            |
| 1995/1996 | 1    | I lyga        | 5         | [ 3 ]    |                            |
| 1996/1997 | 1    | I lyga        | 4         | [ 4 ]    |                            |
| 1997/1998 | 1    | Lietuvos lyga | 5         |          |                            |
| 1998/1999 | 1    | I lyga        | 3         | [ 5 ]    |                            |
| 1999      | 1    | LFF lyga      | 1         | [ 6 ]    | Namn "Žalgiris"            |
| 2000      | 1    | LFF lyga      | 1         | [ 7 ]    | Namn FBK Kaunas            |
| 2001      | 1    | A lyga        | 1         | [ 8 ]    |                            |
| 2002      | 1    | A lyga        | 1         | [ 9 ]    |                            |
| 2003      | 1    | A lyga        | 1         | [ 10 ]   |                            |
| 2004      | 1    | A lyga        | 1         | [ 11 ]   |                            |
| 2005      | 1    | A lyga        | 2         | [ 12 ]   |                            |
| 2006      | 1    | A lyga        | 1         | [ 13 ]   |                            |
| 2007      | 1    | A lyga        | 1         | [ 14 ]   |                            |
| 2008      | 1    | A lyga        | 2         | [ 15 ]   | Nedflyttad till Antra lyga |
| 2009      | 3    | Antra lyga    | 1         | [ 16 ]   | Uppflyttad till Pirma lyga |
| 2010      | 2    | Pirma lyga    | 1         | [ 17 ]   | Uppflyttad till A lyga     |
| 2011      | 1    | A lyga        | 10        | [ 18 ]   |                            |
| 2012      | X    | X             | X         |          | Upplöst                    |

### Fotnoter
1. ↑  http://almis.sritis.lt/1994_ltu.html
2. ↑  http://almis.sritis.lt/1995_ltu.html
3. ↑  http://almis.sritis.lt/1996_ltu.html
4. ↑  http://almis.sritis.lt/1997_ltu.html
5. ↑  http://almis.sritis.lt/ltu99lyga.html
6. ↑  http://almis.sritis.lt/ltu99flyga.html
7. ↑  http://almis.sritis.lt/ltu00lyga.html
8. ↑  http://almis.sritis.lt/ltu01lyga.html
9. ↑  http://almis.sritis.lt/ltu02lyga.html
10. ↑  http://almis.sritis.lt/ltu03lyga.html
11. ↑  http://almis.sritis.lt/ltu04lyga.html
12. ↑  http://almis.sritis.lt/ltu05lyga.html
13. ↑  http://almis.sritis.lt/ltu06lyga.html
14. ↑  ”Arkiverade kopian”. Arkiverad från originalet den 20 augusti 2018. https://web.archive.org/web/20180820034003/http://almis.sritis.lt/ltu07lyga.html. Läst 17 juli 2019.
15. ↑  http://almis.sritis.lt/ltu08lyga.html
16. ↑  http://almis.sritis.lt/ltu09lyga.html
17. ↑  http://www.rsssf.com/tablesl/lito2010.html#1lyga
18. ↑  ”Arkiverade kopian”. Arkiverad från originalet den 20 augusti 2018. https://web.archive.org/web/20180820035002/http://almis.sritis.lt/ltu11lyga.html. Läst 17 juli 2019.